# Karl Gebhardt
Pour les articles homonymes, voir Gebhardt.

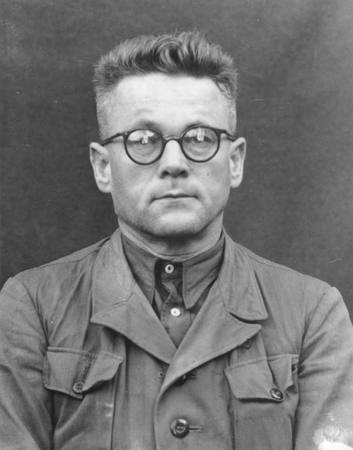
Portrait de Gebhardt pendant son procès à Nuremberg

Karl Gebhardt, né le 23 novembre 1897 à Haag in Oberbayern et mort par pendaison le 2 juin 1948 à Landsberg am Lech, était un médecin nazi, le médecin personnel de Heinrich Himmler et l'un des principaux coordinateurs et auteurs des expériences médicales sur les prisonniers des camps de concentration de Ravensbrück et d'Auschwitz.

## Biographie
Gebhardt est né à Haag in Oberbayern, en Bavière. En 1919, il commence ses études en médecine à Munich ; il est habilité en 1935 et l'année suivante devient professeur associé à Berlin. Dès 1937, il enseigne la chirurgie orthopédique.
Il adhère au Parti national-socialiste des travailleurs allemands le 1er mai 1933. Il rejoint la Schutzstaffel (SS) deux ans plus tard et devient médecin en chef du sanatorium de Hohenlychen dans l'Uckermark, une clinique pour patients atteints de tuberculose qu'il transforme en clinique orthopédique ; plus tard, pendant la guerre, celle-ci devient à son tour un hôpital pour la Waffen-SS. En 1938, on le nomme médecin personnel de Heinrich Himmler.
Il occupe plusieurs postes : directeur médical des Jeux olympiques (1936), professeur de chirurgie à l'université de Berlin (1937), clinicien en chef de la SS (1943). Gebhardt parvient aux grades de Gruppenführer dans la SS et de Generalmajor dans la Waffen-SS. Pendant la guerre, il occupe quelque temps la présidence de la Croix-Rouge allemande.
Les ayant ordonnées ou les ayant faites lui-même, il est directement responsable de la plupart des expériences chirurgicales sur des prisonniers des camps de concentration, particulièrement au quartier des femmes à Ravensbrück (qui était près de Hohenlychen), ainsi qu'à Auschwitz. Il dirige particulièrement les tests des sulfamides. Il travaille avec la médecin Herta Oberheuser, qui officie à Ravensbrück, et était le médecin traitant de Reinhard Heydrich. Aussi, après la mort de celui-ci par septicémie foudroyante généralisée à la suite de l'attentat réalisé par des partisans tchèques et slovaques en mai 1942, Gebhardt fut la cible de nombreuses critiques : c'était un adepte de la chirurgie traditionnelle qui consiste à amputer un membre infecté, et on lui reprochait de ne pas avoir utilisé les sulfamides, traitement récent. Il est alors responsable d'« essais thérapeutiques » chargés de prouver l'insuffisance d'un traitement par sulfamides pour traiter des plaies de guerre qui sont réalisés sans leur consentement sur les cobayes de Ravensbrück, 74 jeunes femmes polonaises déportées de Lublin.
Gebhardt traite Albert Speer au début 1944 pour fatigue et un genou gonflé. Il tue presque son patient et est remplacé par un autre médecin. Himmler voyait Speer comme un rival. Il opère également du genou, en décembre 1944, l'ancien ministre français de Vichy Jean Bichelonne, qui meurt quelques jours plus tard d'une embolie pulmonaire. Cet épisode est cité dans le roman D'un château l'autre de Louis-Ferdinand Céline.

### Fin de la guerre et procès
Il se réfugie quelques jours au Führerbunker lors des derniers jours de la bataille de Berlin. Joseph et Magda Goebbels y arrivent le 22 avril 1945 avec leurs enfants. Gebhardt, en tant que président de la Croix-Rouge, parle à Goebbels de la possibilité de quitter Berlin avec les enfants ; celui-ci refuse et les enfants sont empoisonnés par leur mère quelques jours plus tard. Gebhardt lui-même quitte le Führerbunker le 22 avril.
Après la guerre, Gebhardt est l'un des vingt-trois accusés du procès des Médecins tenu devant le tribunal militaire international de Nuremberg. Déclaré coupable de crimes de guerre et de crimes contre l'humanité, il est condamné à mort le 21 août 1947. Il est pendu à la prison de Landsberg, dans sa Bavière natale, le 2 juin 1948.